# Ernst Boris Chain
Sir Ernst Boris Chain (né le 19 juin 1906 à Berlin et mort le 12 août 1979 à Castlebar) est un biochimiste allemand, naturalisé britannique qui fut en 1945 colauréat avec Alexander Fleming et Howard Florey du prix Nobel de physiologie ou médecine pour son travail sur la pénicilline.

## Biographie
Chain naquit à Berlin d'un père russe qui avait quitté son pays natal pour étudier la chimie à l'étranger et d'une mère allemande de Berlin. En 1930, il reçut son diplôme en chimie à l'université Friedrich-Wilhelm. Après que les Nazis eurent pris le pouvoir, Chain comprit qu'en tant que juif, il ne serait plus en sécurité en Allemagne. Il émigra en 1933 et s'installa en Angleterre.
Il commença à travailler sur les phospholipides à l'université de Cambridge sous la direction de sir Frederick Gowland Hopkins. En 1935, il accepta un poste à l'université d'Oxford comme assistant en pathologie. Pendant ce temps, il travaillait dans toute une série de thèmes de recherche comprenant les venins de serpent, le métabolisme des tumeurs, les lysozymes et les techniques de biochimie.
En 1939, il se joignit à Howard Florey pour étudier les agents antibactériens naturels produits par les micro-organismes et tous les deux furent ainsi conduits à s'intéresser au travail d'Alexander Fleming qui avait décrit la pénicilline neuf ans plus tôt. Continuant ses recherches, Chain et Florey découvrirent l'action thérapeutique de la pénicilline et sa composition chimique. C'est Chain qui comprit comment isoler la pénicilline et la concentrer. Il en théorisa également la structure, ce qui fut confirmé par une cristallographie aux rayons X faite par Dorothy Hodgkin. Les travaux de Chain, Florey et Fleming furent couronnés par le Prix Nobel en 1945 « pour la découverte de la pénicilline et de ses effets curatifs dans plusieurs maladies infectieuses ». Ernst Boris Chain est devenu membre de la Royal Society le 17 mars 1949.
Vers la fin de la Seconde Guerre mondiale, Chain apprit que sa mère et sa sœur avaient péri au cours du conflit. Après la guerre, Chain s'installa à Rome pour travailler à l'Istituto Superiore di Sanita (Institut Supérieur de Santé). En Italie, il continua à travailler à la mise au point de la production de pénicilline mais surtout il parvint à breveter un procédé de production d'acide lysergique en fermenteur à partir de souches de Claviceps paspali. Il revint en Grande-Bretagne en 1964 comme directeur du département de biochimie à l'Imperial College de Londres.
En 1948, il épousa Anne Beloff (1921-1991), sœur de Max Beloff et de Nora Beloff. Dans la suite de sa vie, son identité juive devint de plus en plus importante à ses yeux. En 1954, il devint membre du conseil d'administration de l'Institut Weizmann à Rehovot et par la suite membre du conseil exécutif. Il donna à ses enfants une solide éducation juive, en leur faisant suivre beaucoup de cours parascolaires. C'est dans son discours intitulé « Pourquoi je suis juif », prononcé lors de la Conférence des Intellectuels du Congrès juif mondial en 1965, que ses vues ont été exprimées avec le plus de clarté.
Il a été fait chevalier en 1969.
Après sa retraite, il s'installa en Irlande occidentale et termina sa vie à Castlebar, dans le comté de Mayo.

## Distinctions
- Commandeur de la Légion d'honneur (1947)[5],[6]

### Sources
- Oxford Dictionary of National Biography
- Nobel Lectures, Physiology or Medicine 1942-1962, Elsevier Publishing Company, Amsterdam, 1964